# 400 mètres masculin aux Jeux olympiques de 1920 (athlétisme)
Pour un article plus général, voir Athlétisme aux Jeux olympiques de 1920.
Navigation
Stockholm 1912 Paris 1924
L'épreuve du 400 mètres masculin aux Jeux olympiques de 1920 s'est déroulée les 19 et 20 août 1920 au Stade olympique d'Anvers, en Belgique. Elle est remportée par le Sud-africain Bevil Rudd.

## Résultats

### Finale
| Rang               | Athlète               | Pays            | Temps  |
| ------------------ | --------------------- | --------------- | ------ |
| Médaille d'or      | Bevil Rudd            | Afrique du Sud  | 49 s 6 |
| Médaille d'argent  | Guy Butler            | Grande-Bretagne | 49 s 9 |
| Médaille de bronze | Nils Engdahl          | Suède           | 49 s 9 |
| 4                  | Frank Shea            | États-Unis      | 49 s 9 |
| 5                  | John Ainsworth-Davies | Grande-Bretagne | 50 s 0 |
| 6                  | Henning Dafel         | Afrique du Sud  | 50 s 1 |